# Veuxhaulles-sur-Aube
Veuxhaulles-sur-Aube este o comună în departamentul Côte-d'Or, Franța. În 2009 avea o populație de 231 de locuitori.

## Evoluția populației
| An        | 1975 | 1982 | 1990 | 1999 | 2006 | 2009 |
| --------- | ---- | ---- | ---- | ---- | ---- | ---- |
| Populație | 385  | 372  | 305  | 259  | 233  | 231  |